# 시계자리 이오타

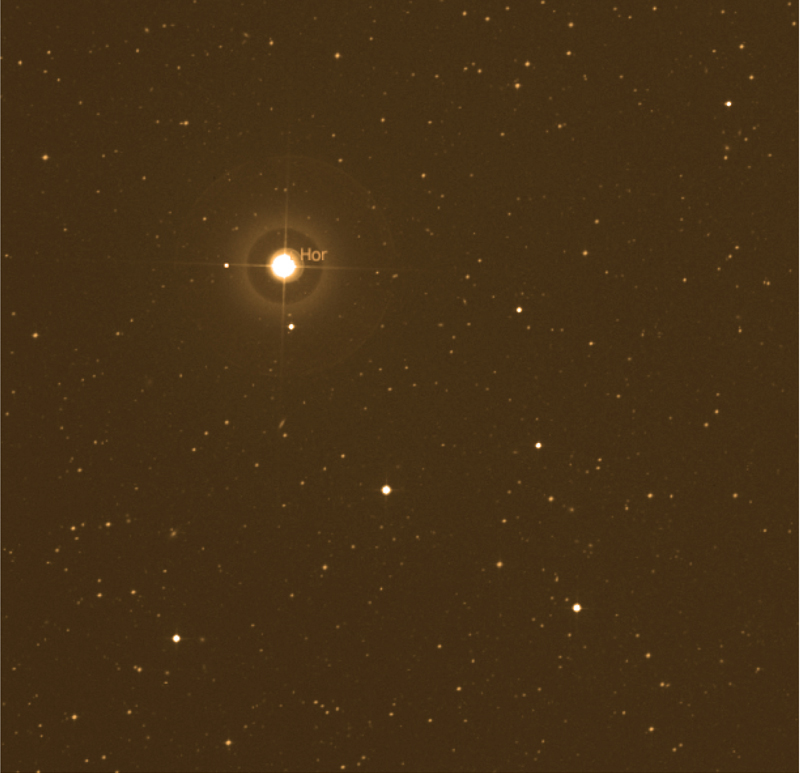
시계자리 이오타는 사진 상단의 가장 밝은 노란색 별이다.

시계자리 이오타(ι Hor / ι Horologii)는 시계자리 방향으로 지구에서 약 56광년 떨어진 곳에 있는, 태양과 비슷한 G형 주계열성이다. 분광형은 G0Vp 로 황색 왜성이다(단, 예전에는 분광형 G3에 준거성으로 분류 되었다). 질량과 크기는 태양보다 조금씩 더 크며 밝기는 1.5배 정도이다.

## 외계 행성 발견
1998년 기준으로 이 별 주위를 외계 행성 하나가 돌고 있는 것이 확인되었다. 이 행성의 궤도는 지구 궤도 정도 크기이기 때문에 시계자리 이오타는 NASA가 선정한 지구형 행성 탐사 계획의 69번째 항성으로 지목되었다.

## 원시 행성계 원반 착오
2000년, 항성 주위에 원시 행성계 원반이 있다는 발표가 있었으나 이후 관측 기구의 결함 때문에 생긴 착오로 밝혀졌다.

## 거리 및 관측성
잘 알려져 있지 않은 별자리에 속해 있는데다 자체도 그다지 밝지 않기 때문에 시계자리 이오타는 전통적으로 불리던 이름이 없다. 근처에 있는 별로 그물자리 뮤, 그물자리 R이 있다. 그러나 이 둘은 실제로는 이오타별과 아무 관계 없으며 서로 멀리 떨어져 있다.
분광 사진술을 이용해 분석한 결과 이 별은 히아데스 성단에서 6억 2,500만 년 전 태어난 것으로 추측되나, 생겨난 이후 천천히 이탈한 뒤 현재는 태어난 곳에서 130광년 떨어진 곳에 있다. 따라서 이 별의 중원소 물질은 주변에 있던 행성체를 빨아들였기 때문이 아니라, 태어난 곳의 가스 구름 속에 있던 것으로 보인다.
가장 가까운 별은 에리다누스자리 키로 약 7광년 거리에 있다. 행성을 갖고 있는 항성 중 가장 가까운 천체는 황색 왜성 HD 10647로 약 9광년 떨어져 있다. 오렌지색 준거성 그물자리 엡실론은 약 16광년 떨어져 있다. 이밖에 가까이 있는 항성계로는 봉황새자리 뉴와 그물자리 제타가 있다.

## 행성계
1998년 기준으로 목성급 질량의 행성 한 개를 거느리고 있다. 행성의 이름은 시계자리 이오타 b이며, 1992년부터 태양형 항성 40개를 오랜 시간 동안 관측한 끝에 발견했다.
2000년 10월 시계자리 이오타 주위에 원시행성계 원반이 65 천문단위 거리에 조성되어 있는 것으로 관측된 바가 있다. 당시 형상은 태양계의 카이퍼 대와 비슷해 보였다. 그러나 이후 분석 결과 이 먼지 원반은 관측 기구의 결함 때문에 생긴 오류로 밝혀졌으며, 발견 사실은 철회되었다.
트로이족 영역에 지구 정도 질량의 행성이 존재할 가능성이 있다.
시선 속도 곡선에 의하면 이오타의 행성은 이심률 큰 궤도를 600일 주기로 돌고 있는 것으로 분석되나, 이는 항성의 활동 때문에 생긴 계산 착오일 것으로 보인다.
| 동반 천체 (가까운 천체순) | 질량 (MJ)    | 공전주기 (일) | 공전궤도 반지름 (AU) | 이심률      |
| ------------------------- | ------------ | ------------- | -------------------- | ----------- |
| b                         | >2.24 ± 0.13 | 311.3 ± 1.3   | 0.91                 | 0.22 ± 0.06 |

## 같이 보기
- 글리제 570
- 시계자리